# مخيشميات الشكل
مخيشميات الشكل (الاسم العلمي: Pleurobranchomorpha) هي رتبة من الرخويات تتبع طائفة بطنيات الأرجل من شعبة الرخويات.

## فصائل
- المخيشمية